# لوئی آلفرد بکرل
 لوئی آلفرد بکرل (انگلیسی: Louis Alfred Becquerel؛ زاده ۳ ژوئن ۱۸۱۴ درگذشته ۱۸۶۲) یک فیزیک‌دان اهل فرانسه بود.
وی پسر آنتوان سزار بکرل و برادر آلکساندر ادمون بکرل بود